# Мартино, Антонио
Антонио Мартино (итал. Antonio Martino; 22 декабря 1942, Мессина, Сицилия — 5 марта 2022, Рим) — итальянский политик, министр иностранных дел в первом правительстве Берлускони (1994—1995), министр обороны во втором и третьем правительствах Берлускони (2001—2006). Президент общества «Мон Пелерин» (1988—1990).

## Биография
Родился 22 декабря 1942 года в Мессине, сын известного политика, бывшего министра иностранных дел и образования 1950-х годов Гаэтано Мартино (1900—1967). Изучал право в Мессинском университете, окончил его в 1964 году. В 1966—1968 годах изучал экономику в университете Чикаго у профессора Милтона Фридмана, которого впоследствии называл своим учителем и другом.
В 1964—1970 годах преподавал политическую экономию, затем до 1976 года — международную экономику в Римском университете Ла Сапиенца (с 1979 по 1992 год возглавлял кафедру), в 1970—1976 годах — в Мессинском университете. С 1988 по 1990 год являлся президентом либерального экономического общества «Мон Пелерин». Преподавал историю и финансовую политику на факультете политологии Международного свободного университета социальных исследований (LUISS) в Риме, в 1992—1994 годах возглавлял его. Научный секретарь фонда «Италия-США».
Мартино всегда отрицал обвинения в принадлежности к масонской ложе П-2. По сведениям газеты la Repubblica, при обыске в доме лидера ложи Личо Джелли в марте 1981 года было изъято подлинное заявление Мартино от 6 июля 1980 года с просьбой о принятии в ложу, а также его фотография и другие связанные с приёмом документы, однако имеющийся среди них текст присяги не имел его подписи.
Являлся членом Итальянской либеральной партии и в 1988 году безуспешно выставлял свою кандидатуру на выборах национального секретаря партии, в 1994 году стал одним из основателей партии Берлускони «Вперёд, Италия», получив членский билет № 2. С 1994 по 2008 год являлся депутатом фракции партии «Вперёд, Италия» в Палате депутатов XII—XV созывов, в Палате XVI созыва с 2008 по 2013 год состоял во фракции партии Народ свободы. В результате парламентских выборов 24—25 февраля 2013 года избран в Палату депутатов XVII созыва, после раскола «Народа свободы» остался во фракции Берлускони FORZA ITALIA — IL POPOLO DELLA LIBERTA' — BERLUSCONI PRESIDENTE.
В первом правительстве Берлускони с 10 мая 1994 по 17 января 1995 года являлся министром иностранных дел, был министром обороны с июня 2001 по апрель 2005 года во втором правительстве Берлускони и с 23 апреля 2005 по 17 мая 2006 года — в третьем правительстве Берлускони.
21 января 2015 года Берлускони назвал Антонио Мартино кандидатом умеренных правоцентристских сил на выборах президента Италии (31 января 2015 в четвёртом туре голосования президентом был избран Серджо Маттарелла).
Мартино был женат и имел двух дочерей.
Умер 5 марта 2022 года в Риме в возрасте 79 лет.

## Труды
- «Либеральный переворот» (La rivolta liberale, Sperling&Kupfer, 1994)
- «Лекции по политической экономии», том 2 (Lezioni di economia politica. Vol. 2, CEDAM, 1994)
- «Рыночная экономика. Фундамент политических свобод» (Economia di mercato fondamento delle libertà politiche, Borla, 1994)
- «Солидарность, рынок и либеральная школа» (Solidarietà, mercato e scuola libera, Gangemi, 1995)
- «Экономика и свобода» (Economia e libertà, Rubbettino, 1996)
- «Избирательные системы» (Sistemi elettorali, Pacini editore, 1997)
- «Логика, информатика, право. От юридической информатики к новым законодательным техникам» (Logica, informatica, diritto. Dall’informatica giuridica alle nuove tecniche legislative, Franco Angeli, 2000)
- «Лекции по политической экономии», том 2 (Lezioni di economia politica. Vol. 2, CEDAM, 2000)
- «Просто либерал» (Semplicemente liberale, Liberilibri, 2004)
- «Милтон Фридман. Интеллектуальная биография» (Milton Friedman. Una biografia intellettuale, Rubbettino, 2005)
- «Повседневный либерализм» (Liberalismo quotidiano, Liberilibri, Macerata, 2008)
- «Третья сверхвласть. Юстиция и граждане» (Il terzo strapotere. La giustizia e i cittadini, Bibliotheca Albatros, 2010)

## Награды
- Медаль Восточной Республики Уругвай (9 октября 2003 года, Уругвай)[17]